# اندیس مس شوین (۳)
مس شوین (۳) یک اندیس فلزی است که در  استان سیستان و بلوچستان قرار دارد و مادهٔ معدنی موجود در آن، مس است.سنگ میزبان این اندیس کالرد ملانژ-هورنفلس است و دیرینگی آن به دوران کرتاسه بالایی- پالئوسن می‌رسد. 